# Ernest Desjardins
Ernest Desjardins (Noisy-sur-Oise, 30 de setembre de 1823 - París, 22 d'octubre de 1886) va ser un eminent geògraf i paleògraf francès.
Ernest Desjardins va nàixer a Noisy-sur-Oise el 1823, fill de Jacques Desjardins, cap d'oficina al Ministeri de la Guerra francès i de Catherine Abel Justine Beffory de Reigny, tot i que va ser a Dijon on es va criar.
Va arribar a París el 1856 com a professor d'epigrafia llatina, i molt aviat fou encarregat de missions arqueològiques a Itàlia. Fou deixeble i amic de l'expert en epigrafia Léon Renier, que va substituir com a catedràtic al Col·legi de França.
Es va casar amb Cécile Picot i tingué tres fills, el més gran, nascut el 1859, fou el futur escriptor i filòsof Paul Desjardins, el 1862 nasqué una filla Louise, i finalment, el 1870, Abel Desjardins que fou metge. Va acollir amb entusiasme l'arribada de l'americanista Henry Harrisse a la capital francesa i el va presentar a la Societat de Geografia parisenca.
Va morir el 22 d'octubre del 1886 a conseqüència d'una malaltia llarga que l'havia fet decaure gradualment durant gairebé un any.